# Nong Nooch
Nong Nooch là công viên nhân tạo do tư nhân xây dựng nằm cách thành phố biển Pattaya (tỉnh Chonburi, phía đông Bangkok) gần 20 km, đây là một công viên thực vật nhiệt đới lớn của Đông Nam Á và đã trở thành điểm Du lich Thái Lan hấp dẫn từ năm 1980 đến nay. Đây là điểm tham quan hấp dẫn trong tour du lịch Thái Lan từ Bangkok đi Pattaya. Địa điểm này hàng ngày đón gần 2.000 khách đến tham quan của du khách đến từ khắp nơi trên thế giới. 

## Lịch sử
Pisit và Nongnooch Tansacha đã mua 600 mẫu Anh (2,4 km2) lô đất vào năm 1954 với mục đích phát triển đất như một trang trại trồng cây ăn quả. Tuy nhiên, các chủ sở hữu thay đã quyết định trồng hoa nhiệt đới và các nhà máy như một dự án bảo tồn động vật hoang dã. Khu vườn mở cửa cho công chúng vào năm 1980, và quản lý đã được chuyển giao cho Pisit và con trai Kampon Tansacha Nongnooch năm 2001. Khu vườn hiện sử dụng 500 mẫu khai thác du lịch trong số 600 mẫu Anh (2,4 km2).

## Các khu vực chính
- Vườn Pháp
- Vườn châu Âu
- Vườn Stonehenge
- Cây xương rồng và vườn cây mọng nước
- Cây tao hình
- Khu dây leo
- Vườn bướm
- Lan & Khu họ cau
- Thung lũng hoa.

Trong khuôn viên hiện nay có đến 20.000 họ cây nhiệt đới được sưu tầm từ hơn 50 quốc gia khác nhau quy tụ tại đây. Các khu vực cây cảnh được sắp xếp tỉ mỉ và tỉa gọt đẹp mắt, công phu. Hình dạng, kích thước, trong đó có cả những cây xương rồng khổng lồ cùng nhau tạo nên vẻ đẹp nổi tiếng của khu vườn.

## Biểu diễn nghệ thuật
Ngoài việc tham quan khu vườn cảnh, tham quan động vật hoang dã, du khách còn được trải nghiệm nghi lễ tôn giáo, xem các màn trình diễn võ thuật Muay Thái, trình diễn sân khấu hóa lịch sử đất nước Thái, và show voi như: làm toán, đá bóng, vẽ tranh.
Ngoài ra còn có hai nhà hàng, một sở thú nhỏ và một khách sạn với một hồ bơi và các dịch vụ đầy đủ khác.

## Gallery

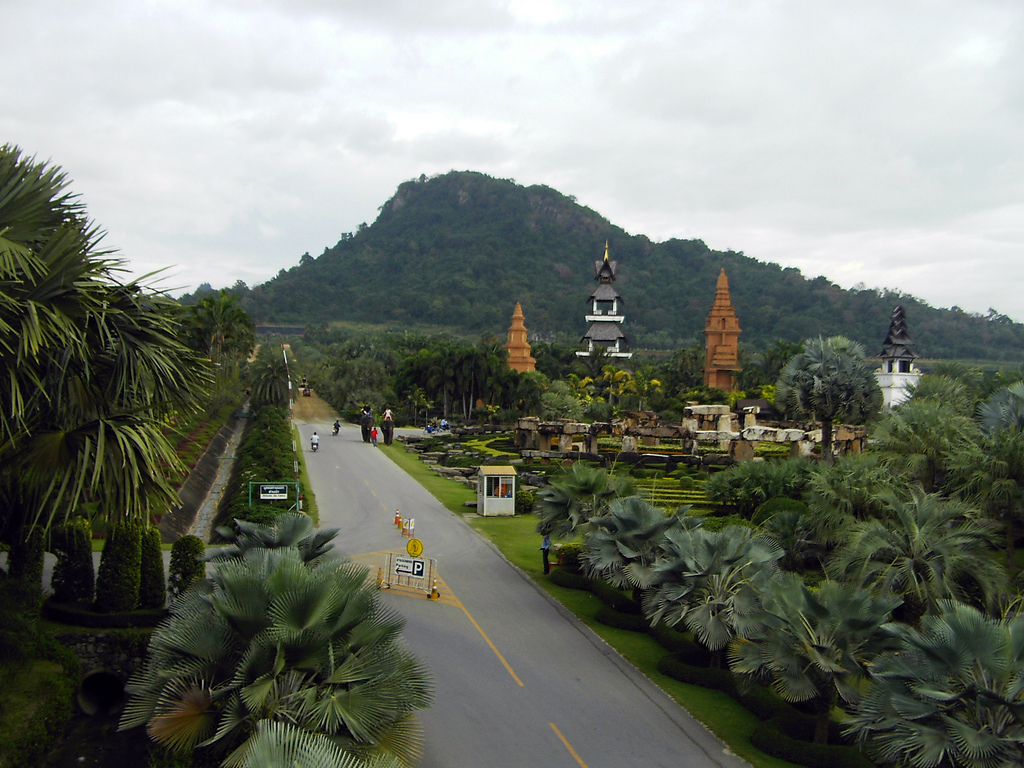
Nong Nooch
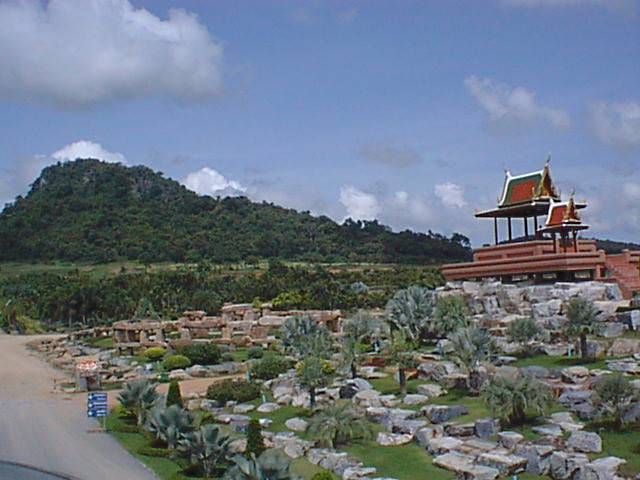
Nong Nooch Tropical
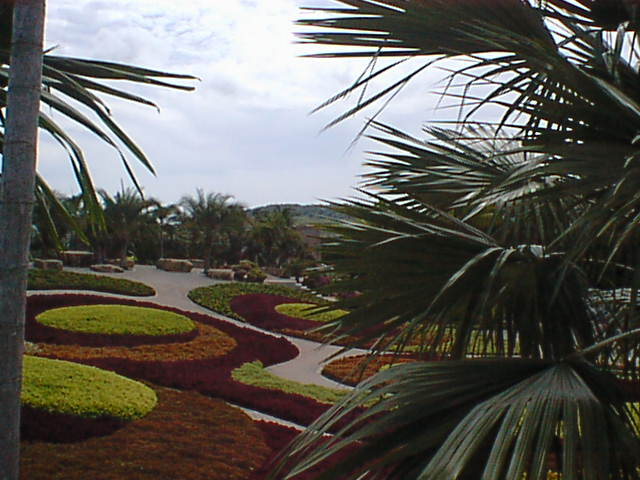
Nong Nooch